# Най буде все як є…
Най буде все як є… — другий студійний альбом львівського гурту «Плач Єремії», виданий у 1995 році на касетах.

## Про альбом
За цей альбом, у 1996 році, на Таврійських іграх, які проходили з 17 по 23 липня, гурт отримав нагороду «Золота жар-птиця» у номінації «Найкращий рок-гурт України». Також композиція «Вона (Завтра прийде до кімнати…)» увійшла до списку найкращих українських хітів Таврійський ігор '96.

## Список композицій

### Видання 1995 року
| Сторона А | Сторона А                          | Сторона А           | Сторона А           | Сторона А  |
| #         | Назва                              | Автор слів          | Автор музики        | Тривалість |
| --------- | ---------------------------------- | ------------------- | ------------------- | ---------- |
| 1.        | «Грифон»                           | Юрій Андрухович     | Тарас Чубай         | 4:42       |
| 2.        | «Літо»                             | Григорій Чубай      | Плач Єремії         | 3:04       |
| 3.        | «Вона (Завтра прийде до кімнати…)» | Костянтин Москалець | Костянтин Москалець | 5:06       |
| 4.        | «Каламутна вода»                   | Тарас Чубай         | Плач Єремії         | 4:41       |
| 5.        | «Сервус пане Воргол»               | Петро Мідянка       | Плач Єремії         | 5:47       |

| Сторона Б                 | Сторона Б                                | Сторона Б      | Сторона Б    | Сторона Б  |
| #                         | Назва                                    | Автор слів     | Автор музики | Тривалість |
| ------------------------- | ---------------------------------------- | -------------- | ------------ | ---------- |
| 6.                        | «Можна»                                  | Григорій Чубай | Плач Єремії  | 4:16       |
| 7.                        | «Коридор із дверима завбільшки в око...» | Григорій Чубай | Плач Єремії  | 4:07       |
| 8.                        | «А я тебе давно уже забув...»            | Григорій Чубай | Плач Єремії  | 3:31       |
| 9.                        | «Тихий дощ»                              | Григорій Чубай | Плач Єремії  | 5:02       |
| 10.                       | «Так спроквола надходить...»             | Григорій Чубай | Тарас Чубай  | 4:06       |
| Загальна тривалість 44:22 |                                          |                |              |            |

## Учасники запису
У записі взяли участь:
| - Тарас Чубай — вокал, перкусія, гітара (треки 2, 3, 5 та 10), аранжування - Всеволод Дячишин — бас-гітара - Олександр Каменецький — барабани - Олександр Мороко — гітара - Юрій Дуда — труба (треки 5, 6 та 9), хор (трек 5) - Ярка Якуб'як — беквокал (трек 8), хор (трек 5) | - Андрій П'ятаков — звукорежисер - Олександр Богуцький — менеджмент - Євген Равський — художник, фото |